# Phil Spitalny
Phil Spitalny (7 de noviembre de 1890 – 11 de octubre de 1970) fue un músico, crítico musical, compositor y líder de banda estadounidense nacido en Ucrania, habitual en la programación radiofónica de las décadas de 1930 y 1940. Se hizo famoso por formar una orquesta en la que todos sus componentes eran mujeres, algo novedoso en esa época.

## Radio
Nacido en Tetiev, Ucrania (antiguo territorio del Imperio ruso) en el seno de una familia judía. Spitalny empezó en la radio formando la Phil Spitalny and His All-Girl Orchestra, en la cual tocaba Evelyn y su Violín Mágico. La violinista mágica era Evelyn Kaye Klein, que usaba el nombre profesional de Evelyn Silverstone. Ella colaboró con Spitalny para encontrar a las mujeres necesarias para completar una orquesta totalmente femenina. Juntos, hicieron pruebas a más de 1000 mujeres en Nueva York, Chicago, Cleveland, Detroit y Pittsburgh.[cita requerida]
La banda de 22 componentes de Spitalny fue conocida como la Hour of Charm Orchestra durante el tiempo en que actuó en el programa radiofónico The Hour of Charm, presentado por Arlene Francis. Este programa se emitió en diferentes franjas horarias en la CBS y en la NBC desde 1934 a 1948. Finalmente, Evelyn Kaye Klein y Spitalny se casaron en junio de 1946.[cita requerida]

## Cine y televisión
Spitalny actuó en al menos diez cortos musicales y en dos largometrajes, When Johnny Comes Marching Home (1942) y Here Come the Co-Eds (1945). Entre 1951 y 1953 intervino en tres ocasiones en el programa The Ed Sullivan Show.

## Compositor
Spitalny compuso en colaboración con Gus Kahn, el músico de jazz Lee Gordon y otros.
En su retiro de Miami Beach, Spitalny fue crítico musical de un periódico local Miami. Phil Spitalny falleció a causa de un  cáncer en Miami Beach, Florida, en 1970 y fue enterrado en el Cementerio Ridge Road de Cleveland (Ohio), junto a otros miembros de su familia.
A Spitalny se le concedió por su trabajo radiofónico una estrella en el Paseo de la Fama de Hollywood, en el 6364 de Hollywood Boulevard.

## Audio
- Phil Spitalny: "Now's the Time to Fall in Love"